# 玄宇成
玄宇成（韓語：현우성，1979年3月16日—），韓國男演員、导演。以模特兒出道，後來轉而演出戲劇，演出第二部戲劇便擔綱男主角，於《你真漂亮》中演出純情男，其中溫柔的形象讓他人氣大升，後來演出的《黃色復仇草》更讓他獲得高度人氣。

## 演出作品

### 電視劇
- 2010年：SBS《三姊妹》飾 李敏澈
- 2011年：MBC《你真漂亮》飾 卞康修
- 2011年：Channel A《天上花園熊背嶺》飾 申佑均
- 2012年：tvN《黃色復仇草》飾 夏允才
- 2014年：JTBC《貴夫人》飾 韓政旻
- 2014年：KBS《布穀鳥巢》飾 李銘云
- 2014年：MBC《暴風的女子》飾 朴賢宇
- 2016年：MBC《好人》飾 石至萬
- 2018年：XtvN《復仇筆記2（朝鲜语：복수노트 2）》飾 史基俊
- 2019年：MBN《優雅的家》飾 周太亨
- 2021年：Wavve《愛情場景編號》飾 韓明雲
- 2021年：TVING《正在書寫你的命運（朝鲜语：당신의 운명을 쓰고 있습니다）》飾 金英萊
- 2021年：tvN《The Road：1的悲劇》飾 趙文道
- 2021年：seezn《Midnight Thriller》飾 朴室長
- 2022年：Disney+《警校菜鳥》飾 姜南基
- 2022年：SBS《Again My Life》飾 K醫生

### 电影
- 2025年：《恶之都市》饰演 善熙（主演兼导演处女作）[2]

## 外部連結
- 玄宇成的Instagram帳戶
- NAVER （页面存档备份，存于）